# インドネシア鉄道CC206形ディーゼル機関車
CC206形ディーゼル機関車（シーシー206がたディーゼルきかんしゃ、インドネシア語：Lokomotif CC206）は、ゼネラル・エレクトリック (GE) の電気式ディーゼル機関車であるCM20EMPのクレタ・アピ・インドネシア（インドネシア鉄道会社、PT.KAI）における形式呼称である。

## 概要
当形式にはC-C (Co'Co') 構成の台車が2台装備されており、各台車には3つの駆動輪で構成されている。同型の他のGE製ディーゼル機関車との違う点は、ヨーロッパのディーゼル機関車と同様に、前後に2つの運転室（タブルキャビン）を備えていることである。ジャワ島での貨物列車と旅客列車の牽引を目的としているが、南スマトラに所属する車両は貨物列車のみに使用される。CC206形と従来の機関車との違う点として、機関出力の向上や排気ガス排出量の低減などがあげられる。車両重量は 90トン、車軸荷重は15トンであったため、ジャワ島の線路設備は当形式に対応できるように対応工事が行われた。
CC206形ディーゼル機関車は、2018年から2019年にかけてゼネラル・エレクトリックからワブテックへ鉄道部門が売却される前に、GEトランスポーテーションがインドネシア向けに特別に設計、製造、輸出した最後の機関車であった。

### 導入背景
インドネシアにおける前後に2つの運転室を備えているタブルキャビン機関車は、CC200形、BB301形、BB304形、BB305 CFD形などが存在していたが、経年から30年から40年以上経過しており、大部分が廃車となっていた。タブルキャビン機関車は、転車台に乗せる必要がないため需要が大きかった。2000年から2010年にかけて、CC204形などの既存のディーゼル機関車を大規模更新することを決定したが、老朽化と非効率な機関車によるメンテナンス、部品、燃料、人件費の増加に伴い、2010年に新形式の機関車を購入することを決定した。

インドネシア運輸省の運行規則により事故件数の軽減のため、今後新形式の機関車にはボンネットが長くなることは禁止された。機関士が長いボンネットによる運転席からの視界を認知するのは限界があることが関係している。2000年代にPT KAIはCC204形に搭載されているGE BrightStar™ Siriusコンピュータ技術を搭載しモニター画面を搭載したタブルキャブの機関車を発注する計画を発案した。
2009年に発覚したペルセロ社（現在のPT.KAI）とゼネラル・エレクトリックトランスポーテーション社でCC204形の調達入札における不正競争行為が発覚したため、増備が難しくなっており、さらに需要に対して年間の生産数が間に合ってはいなかった。ジャワ島の貨物列車のために当形式を発注する計画は2010年に浮上し、ゼネラル・エレクトリック社へ大量に発注を行った。当形式はわずか1年で100両を導入することができた一方、CC204形37両の納入には5年以上かかることとなった。

### 調達
2012年に、PT KAIは、ゼネラル・エレクトリック・トランスポーテーション製のCC206形機関車100両を台車なしで、4兆ルピアの契約金額で発注した。別途機関車の台車はペルセロ社によって組み立てられた。2013年に、発注された機関車100両が段階的にタンジュンプリオク港に到着した。その後、機関車を台車に載せるためにジョグジャカルタ車両工場へ輸送された。
2015年にもゼネラル・エレクトリック社に再び50両を発注した。合計39両の機関車が2015年に到着し、残りの11両は2016年に到着した。現在、CC206形は旅客列車および貨物列車に使用されている。

## 車両概説

### 外装
CC206形（CM20EMP）は、ダブルキャビン機関車を必要としたときに作られ、運転台と車体はイギリス国鉄クラス70形機関車に似ているが、前面の窓はインドネシアのCC203形に似ている。

### 搭載機器
当形式は、GE Dash 9シリーズと同じ排出ガス基準を満たす新型のGE 7FDL-8 エンジンを採用している。機関出力は 2,250馬力で、CC205形と同等であり、2,150 馬力のCC203形よりも100馬力向上する。一方、牽引力は、248 kN（始動）および207 kN（連続）となっている。GE Integrated Function Display™ と統合された GE BrightStar™ コンピュータシステムを搭載する。 CC206形は従来のGE製の機関車とは異なる警笛となっている。従来車は、工場出荷時の音が D、G (完全4度中音 C を演奏) に調整された Wabco AA2 を使用していましたが、CC206形は、工場出荷時の音が D、A (完全5度中音 C を演奏) に調整された Nathan 3rd gen P2 (ベル No. 1 および 4) を使用している (ベル No. 1 および 2 を使用して短3度を演奏する他の P2とは異なる)。 警笛の音から鉄道愛好家は「シー・プオン（Si Puong）」または「プオン（Puongs）」と呼ばれ、運転席が2つあることから「ドゥア・ムカ（Muka Dua）」という愛称も付けられている。CC206形機関車は1両で最大16両の客車または30両の貨車を牽引することが可能である。

## 機関区別配置両数
CC206形一次車の全車両（100両）は、マディウン機関区とジュンベル機関区を除くジャワ島のすべての主要機関区に配置されている。この機関車は主に優等旅客列車や貨物の輸送に使用されている。その後二次車11両が当初はジャワ島の中央車両基地に配置され、残りの二次車、39両はバレンパン地域営業区に割り当てられ、ジャワ島で試運転が行われたあと、クレタパティ機関区に配置された。
2021年2月26日、以前スラバヤのシドトポ機関区に所属していた「CC206 15 09」と「CC 206 15 10」がクレタパティ機関区に転属した。2024年4月1日には「CC206 15 08」と「CC206 15 11」もクレタパティ機関区に転属し民間の石炭輸送列車やさまざまな貨物列車の需要に合わせて運用される。シドトポ機関区は、CC206形を最も多く所属する機関区である。
2024年チカレンカ列車衝突事故の当該車である「CC206 13 97」は保留車扱いとなっている。
| 配置場所           | 配置場所 | 車両番号                                                                                  | 配置両数 |
| 機関区名           | 電報略号 | 車両番号                                                                                  | 配置両数 |
| ------------------ | -------- | ----------------------------------------------------------------------------------------- | -------- |
| チピナン           | PDN      | - CC 206 13 48 - 55, 13 60, 13 64, 13 70 - 80, 13 86 - 89                                 | 24両     |
| バンドン           | BD       | - CC 206 13 53, 13 81 - 83, 13 90, 13 94 - 96, 13 98 - 100                                | 11両     |
| チルボン           | CN       | - CC 206 13 01, 13 03, 13 05, 13 33 - 34, 13 56, 13 59, 13 68, 13 91, 13 93               | 10両     |
| スマラン・ポンコル | SMC      | - CC 206 13 04, 13 06 - 07, 13 65 - 66                                                    | 5両      |
| プルウォケルト     | PWT      | - CC 206 13 02 13 20 - 23, 13 28, 13 43 - 44, 13 57                                       | 9両      |
| ジョクジャカルタ   | YK       | - CC 206 13 26 - 27, 13 30 - 31, 13 58, 13 61 - 63, 13 67, 13 69, 13 84 - 85, 13 92       | 13両     |
| シドトポ           | SDT      | - CC 206 13 08 - 19, 13 24 - 25, 13 29, 13 32 - 42, 13 45 - 47 - CC 206 15 01, 15 03 - 04 | 30両     |
| ケルタパティ       | KPT      | - CC 206 15 02, 15 05 - 39 - CC 206 16 01 - 11                                            | 47両     |
| 合計               | 合計     | 合計                                                                                      | 149両    |

## 事故
- 2013年9月12日、マラン市クロジェン地区スコハルジョ村で住宅火災が発生し、ペルタミナの燃料列車を入換運転していたCC206 13 16号機が炎上した[20]。
- 2014年4月4日18時30分に、タシクマラヤ州カディパテン、カンプンテルン、メカルサリの224キロ地点で、地滑りによりマラバル号が脱線した。この事故により、CC206 13 55 BD (現在の CPN)号機とエグゼクティブクラス客車2両が脱線した。困難な地形のため、CC206 13 55号機の避難作業は難航した。この事故の結果、バンドン - クトアルジョ回廊の南ジャワ本線が不通となった[21]。
- 2014年5月4日、ボゴウォント号を牽引していたCC206 13 69号機とその動力車（P 0 08 01）が西ジャワ州チルボンでコンテナトラックに衝突し横転した[22]。
- 2015年5月23日、バンガンカルタ号を牽引していたCC206 13 23号機がチルボンのワルドゥウル駅で脱線・横転し、大型パイプ貨物列車（KA 2502列車）に衝突した[23]。
- 2015年8月29日、CC206 15 07号機がブレーキ試験に不合格となり、ジョグジャカルタ車両工場近くの店舗に衝突した。ジョグジャカルタ地域事業部の企業広報マネージャー、ガトゥット・スティヤトモコ氏は、この事故は完全にブレーキの故障が原因だと考えている。GEトランスポーテーションと協力し、CC206形の走行試験を実施した[24]。
- 2016年9月9日、セメント列車を牽引していたCC206 13 13号機が、ボジョンゲデ駅からそう遠くないボジョンゲデ - チレブト区間の46+500キロ地点で、架線保守用の機関車と衝突した。この事故により、CC206形が損傷しボゴール線の運行ダイヤが乱れた[25]。
- 2017年5月20日午前10時30分、ガンビル駅行きのアルゴ・ブロモ・アングレック1号を牽引していたCC206 13 92 YK号機が、セダディ駅から500メートルの踏切で自動車に衝突し、火災が発生した。この事故で自動車内の乗客4人が死亡し、スマラン・ポンコル機関区からの救援車を待ったため、アルゴ・ブロモ・アングレック号の運行が中断した。
- 2017年5月21日21時52分、2014年のボゴウォント号事故に当該車であるCC206 13 69 YK号機が、ガンビル駅行きのアルゴ・ブロモ・アングレック3号を牽引中、ブロラのランドゥブラトゥンで後部開放型の車両に衝突し、前面を損傷した[26]。
- 2023年3月30日、東ジャワ州ディウェク県ジャティペレムのジョンバン駅とセンブン駅間の76番踏切で、トゥランガ号を牽引していたCC206 13 99 BD号機が給餌車に衝突した。事故は踏切でトラックが故障したことが原因であった。 CC206 13 99号機が押しつぶされ、この事故で死者は出なかったが、マディウン - スラバヤ回廊のジャワ島南部と北部の路線で運休や遅延が発生した[27]。
- 2023年9月29日、ジャヤカルタ号を牽引するCC206 13 46 SDT号機が、西ジャワ州ブカシリージェンシー東チカラン地区タンジュンバル村のレマハバン駅とケドゥンゲデ駅の間のカンプンバル踏切でフォークリフトに衝突した。原因はフォークリフトが線路に引っかかったためである。 機関車は脱線し台車がへこんだため自走不可となり、追加の車輪を使用しないといけなくなった。この事件で死者は出なかった[28]。
- 2023年10月17日13時15分、ジョグジャカルタ州クロン・プロゴ・リージェンシーのセントロ駅とワツ駅の間の520+4キロで、CC206 15 05 SDT号機が牽引しているジャカルタ・ガンビル行きのアルゴ・スメル号（KA 17列車）が脱線し、線路から外れた。しばらくして、CC206 13 53 BD号機が牽引しているスラバヤ・グベン行きのアルゴ・ウィリス号(KA 6列車) がアルゴ・スメル号に接触し、機関車の左側が損傷した。この事故の原因は線路の修理が未完了だったことだった。この事故で死者は出なかったが、クトアルジョ - ジョグジャカルタ間の南ジャワ本線は2本の列車の線路支障により不通となり、運休や遅延が発生した[29]。
- 2024年1月5日6時3分、ハウプグル駅とチカレンカ駅の間のKM 181+700区間で、バンドン・ラヤ線（KA 350列車）とトゥランガ号（KA 65A列車）の間で正面衝突事故が発生した。2両の機関車のうち、CC201 77 17 CN号機は損傷を受けたため、ジョグジャカルタ車両工場で大規模な修理が行われたが、もう一つのCC206 13 97 BD号機は台枠部分が損傷した。この事件で鉄道職員4人が死亡し、37人が負傷した[30][31]。

## ギャラリー

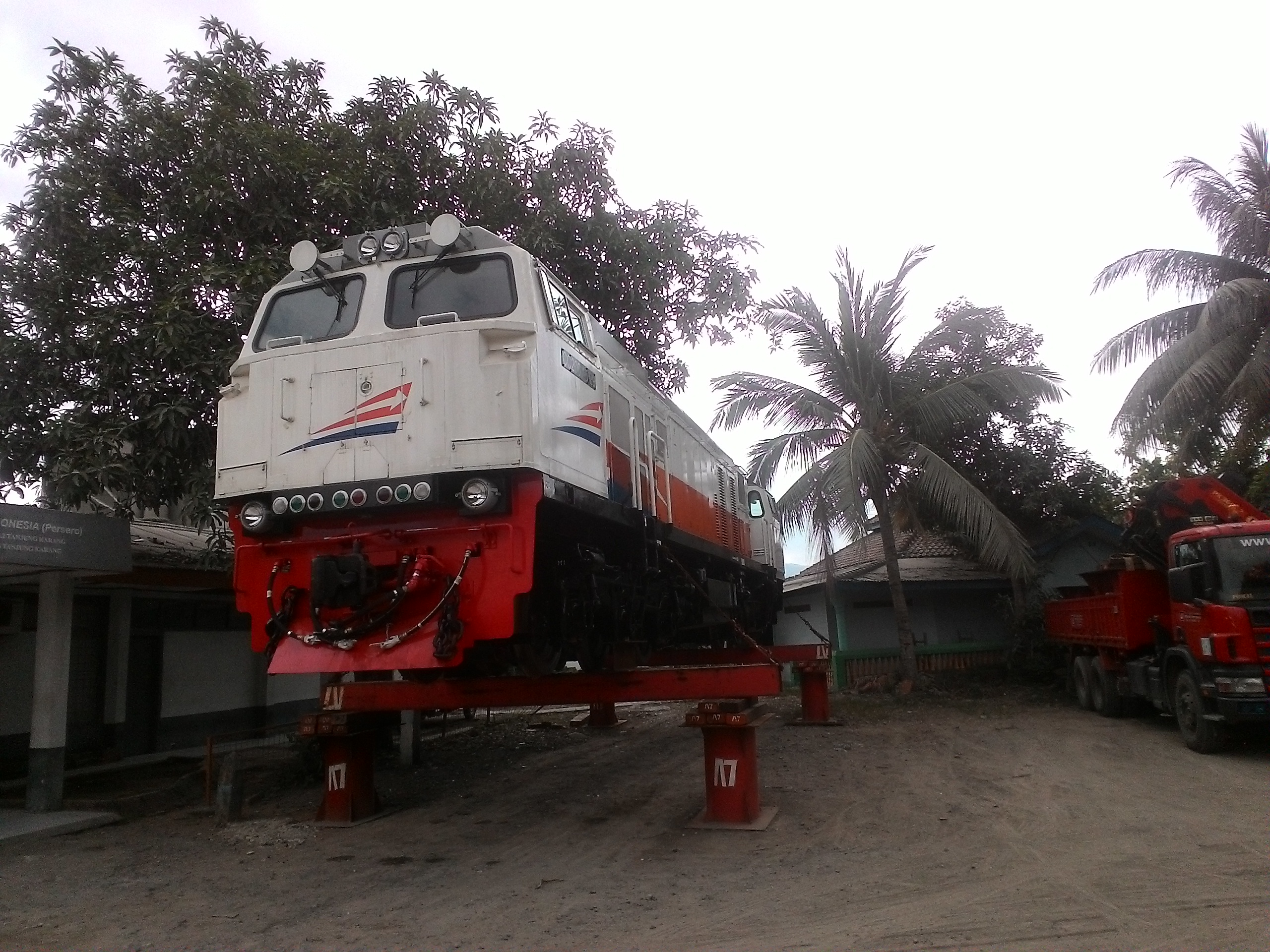
CC206 15 29号機がパンジャン港に到着
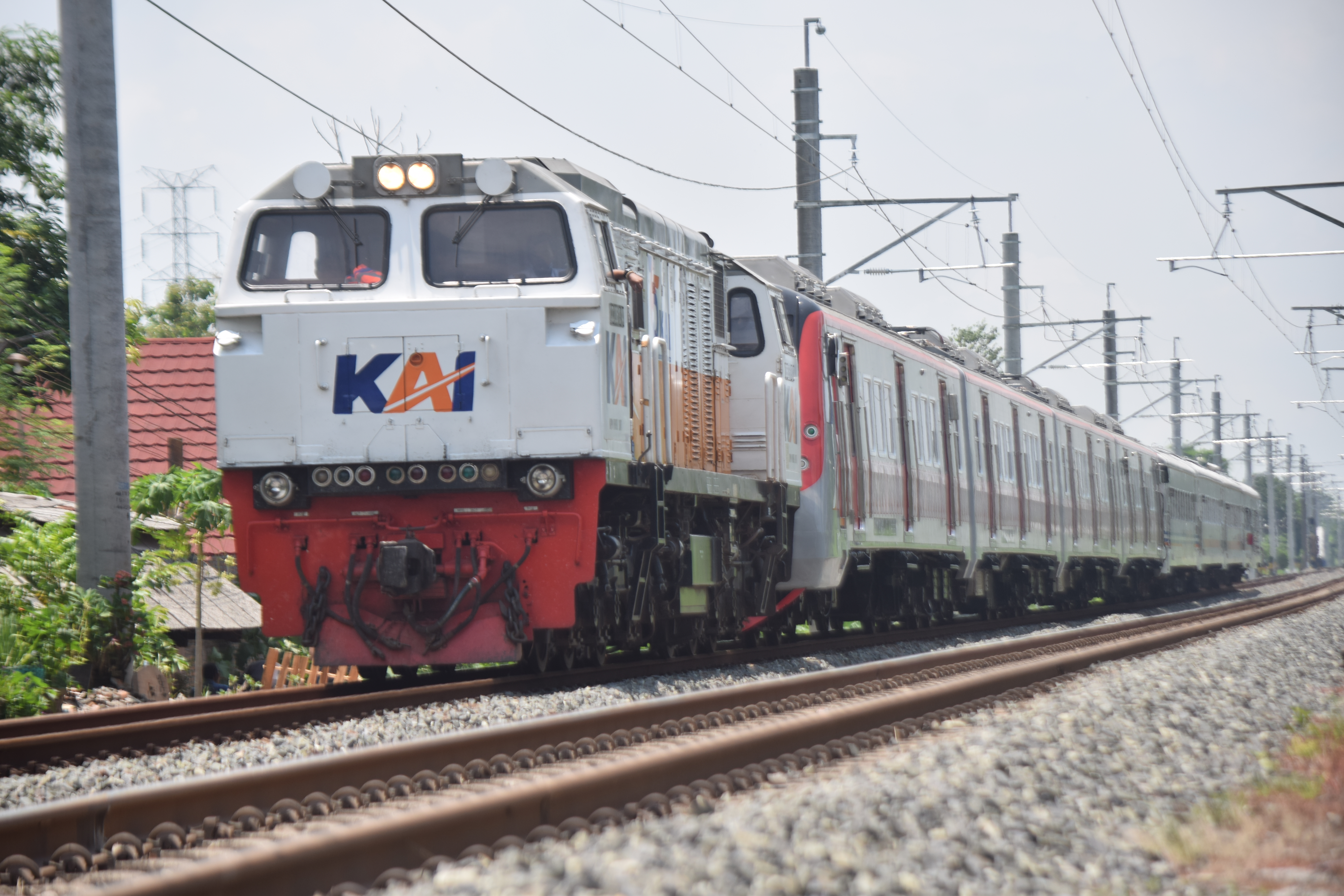
EA202系を甲種回送しているCC206 13 14 SDT号機
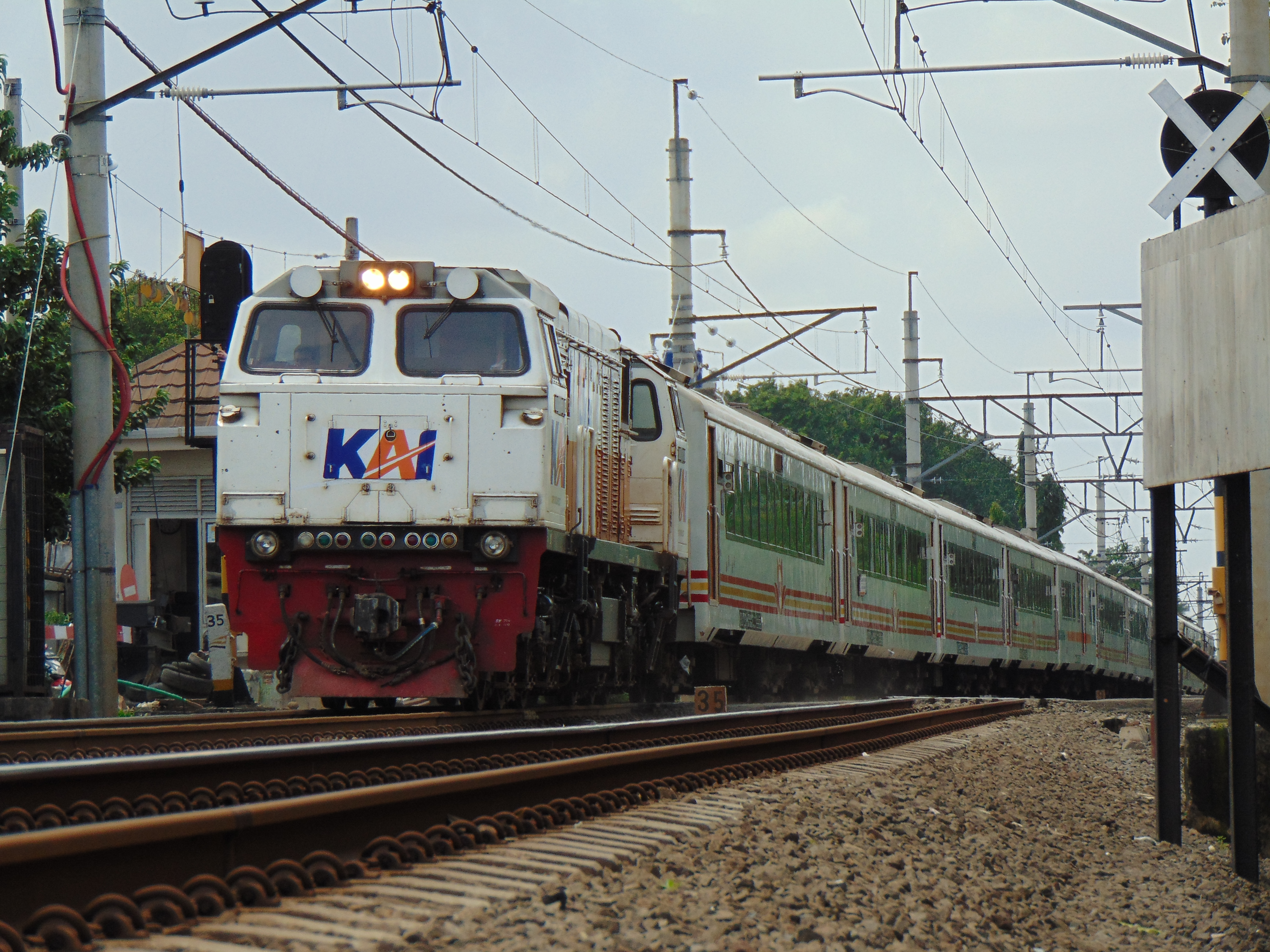
クレタパティ機関区に転属する前のCC 206 15 10号機
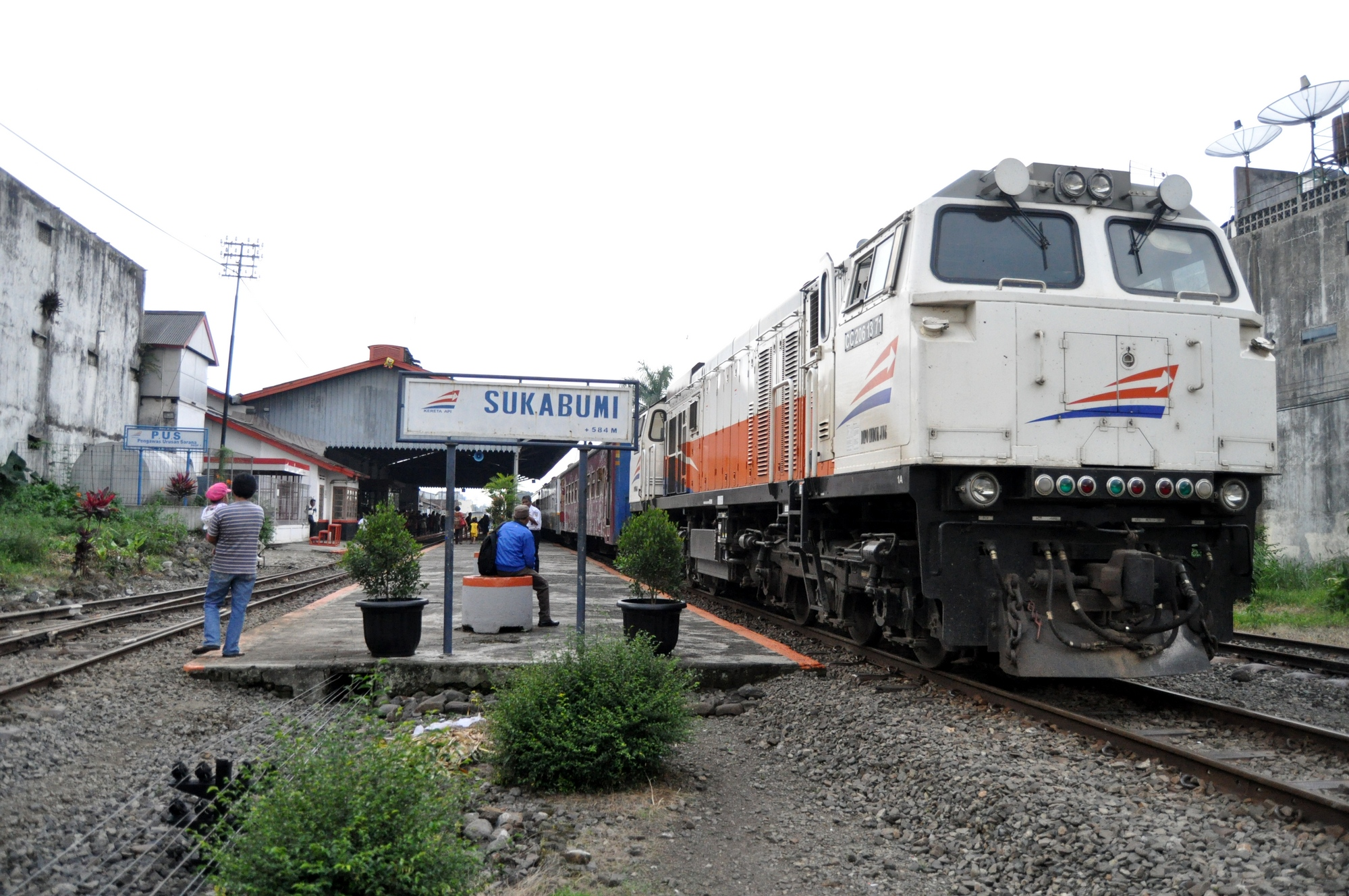
CC206 13 71号機 （スカブミ駅にて）
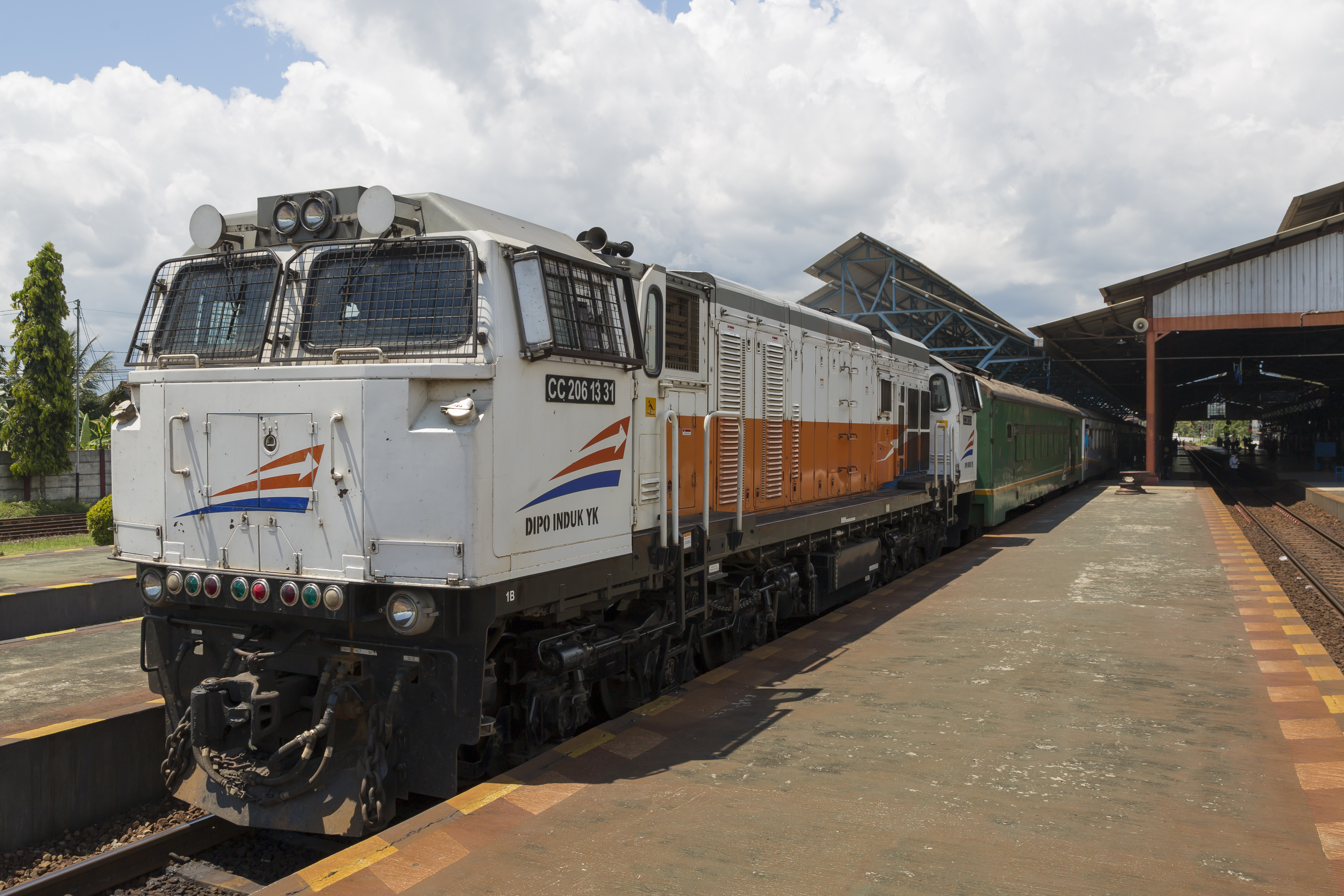
CC206 13 31号機 (プルウォケルト駅にて)
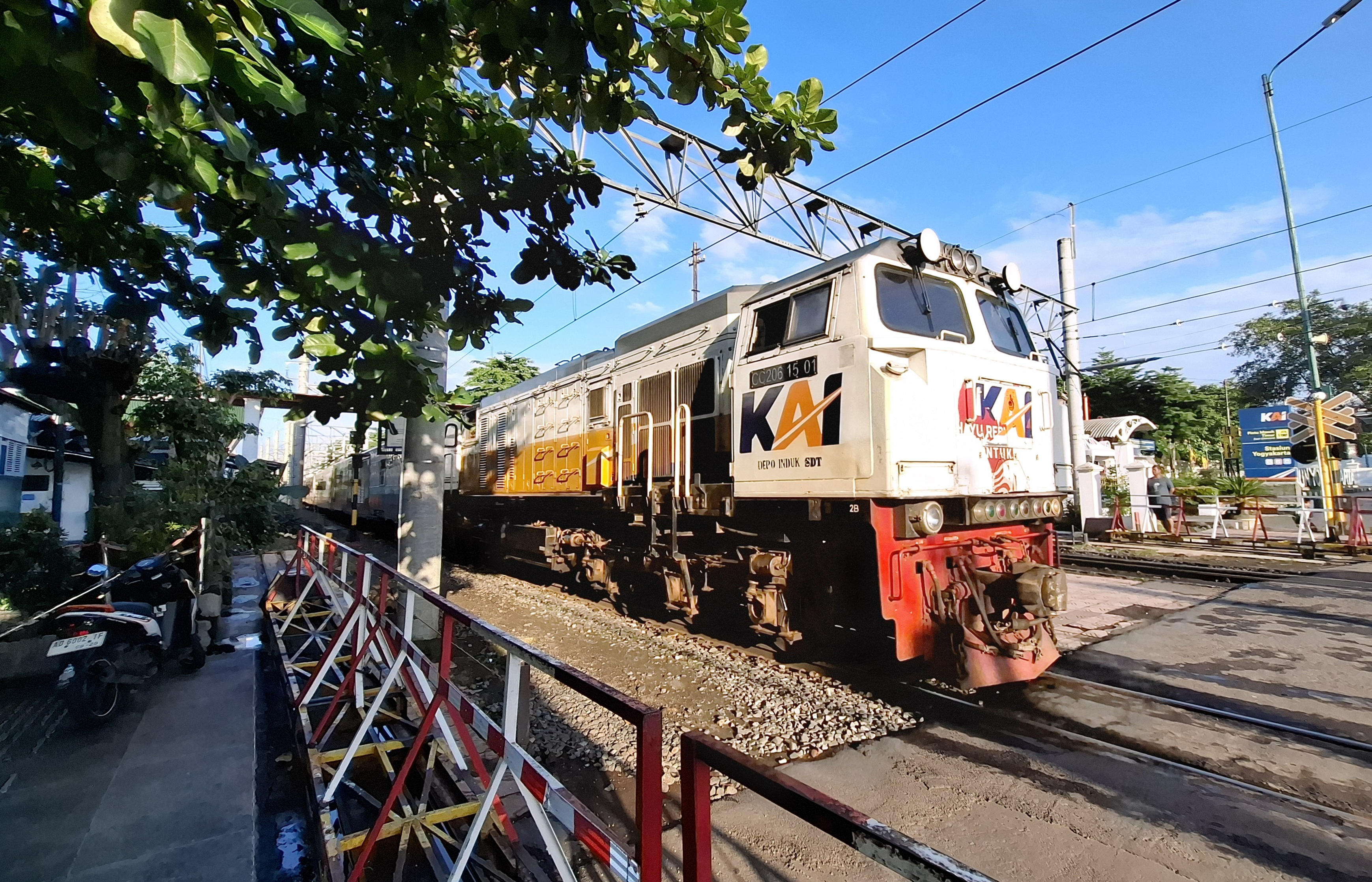
シドトポ機関区（旧チピナン）所属の CC 206 15 01号機がサンチャカ号の牽引のため、ジョグジャカルタ駅で入換作業中
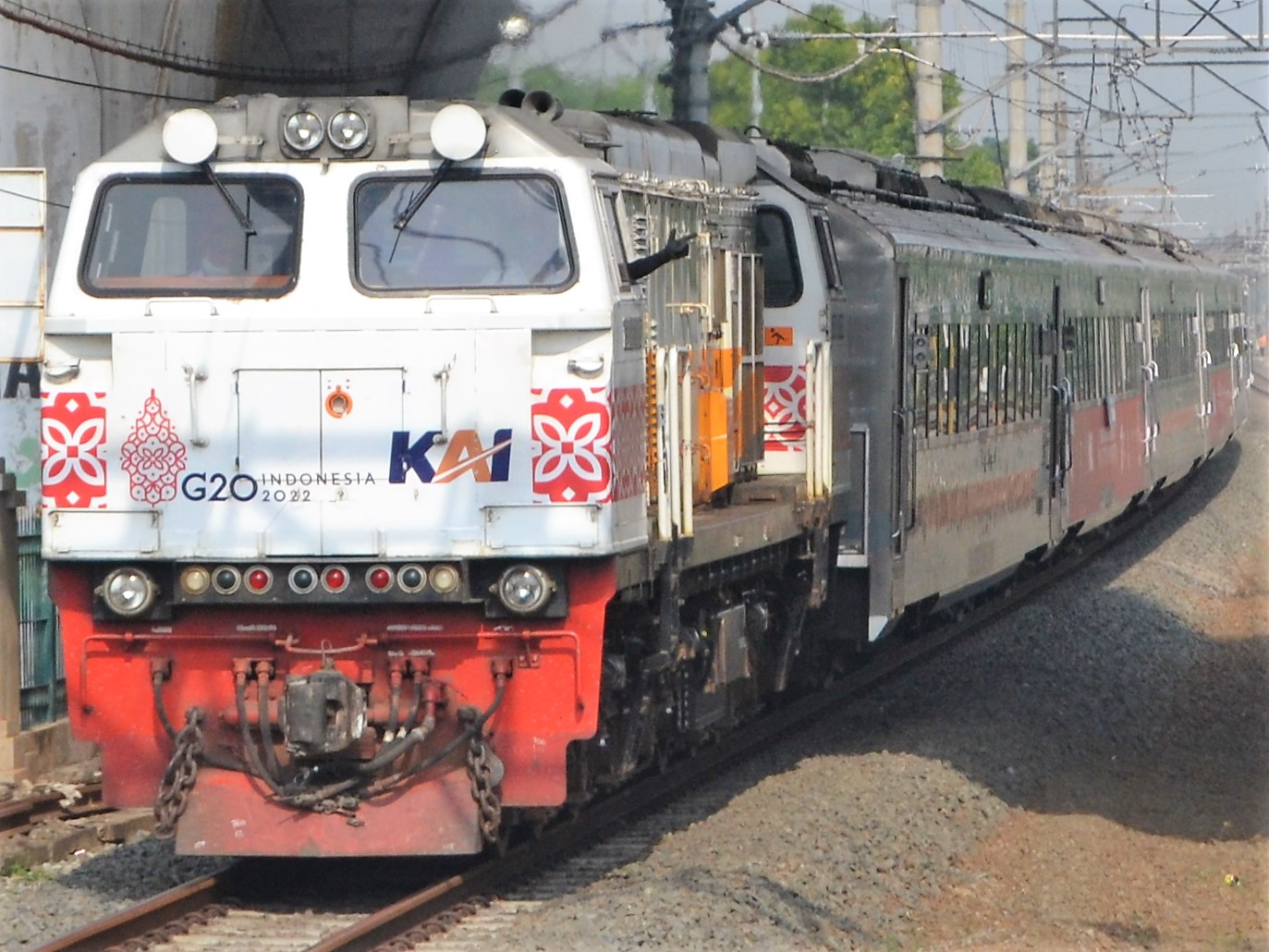
G20首脳会議（第17回）のステッカーを貼った列車
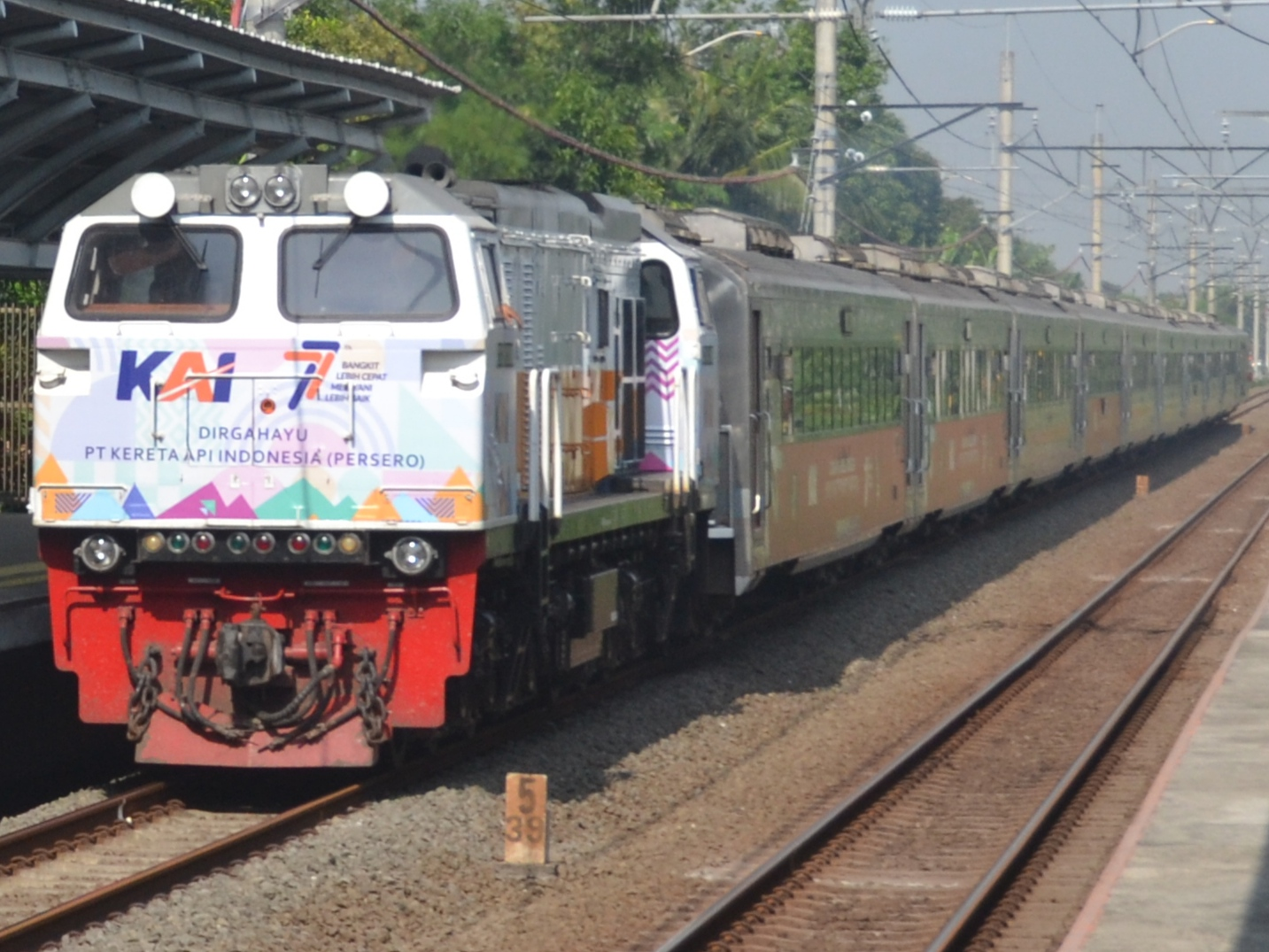
インドネシア鉄道会社77周年を祝う特別版ステッカーを貼ったCC206 13 96号機
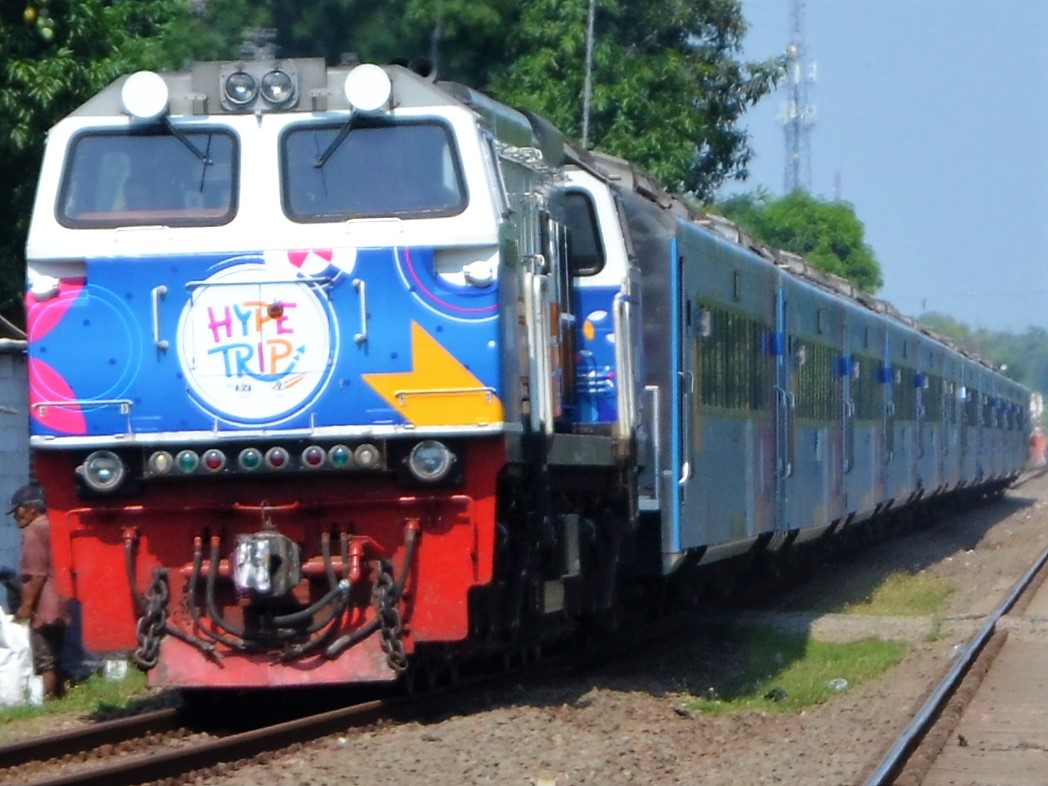
Hype Tripのステッカーを貼ったCC206 13 27号機
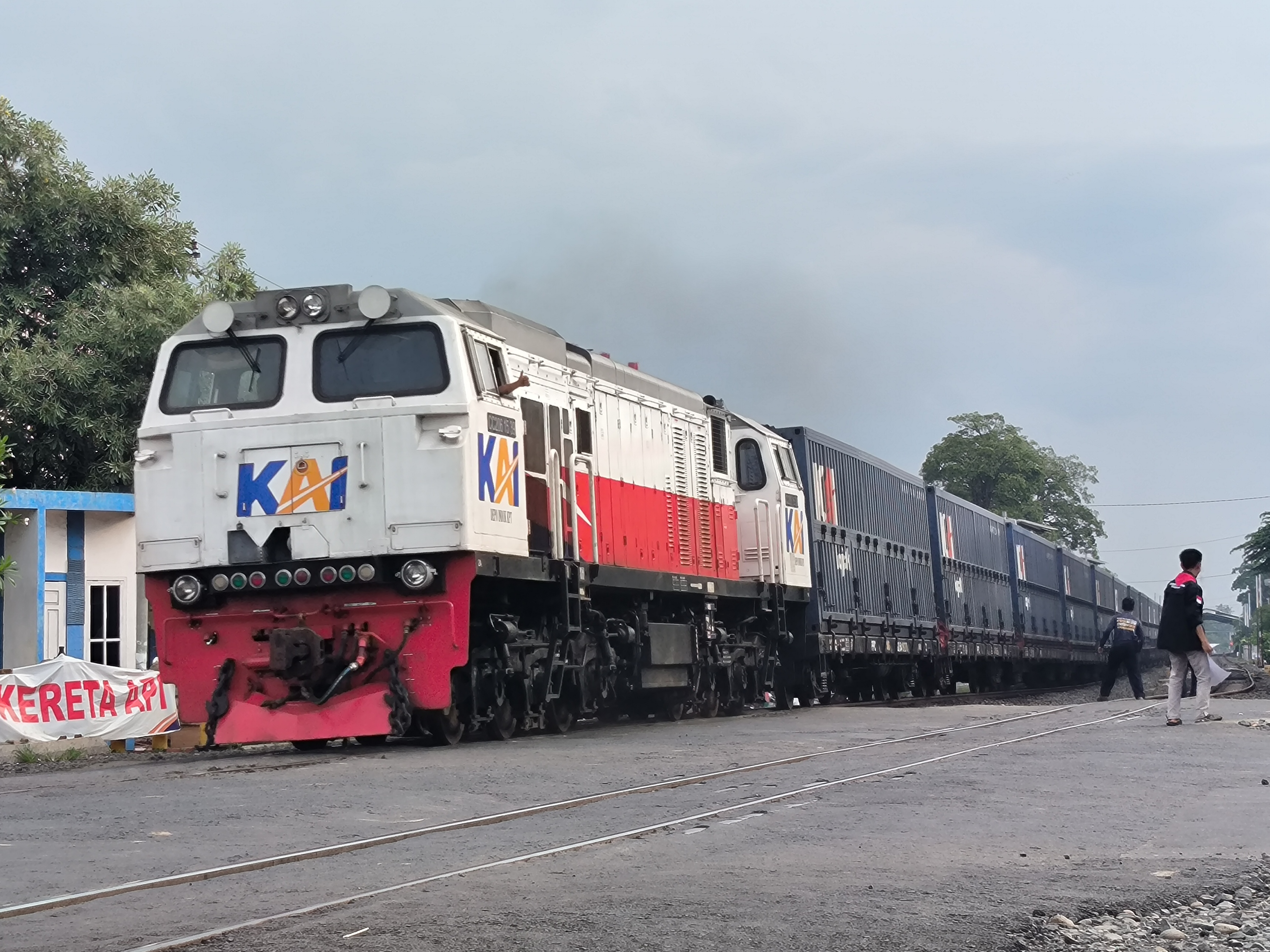
石炭貨物を牽引するCC206 15 39 KPT号機
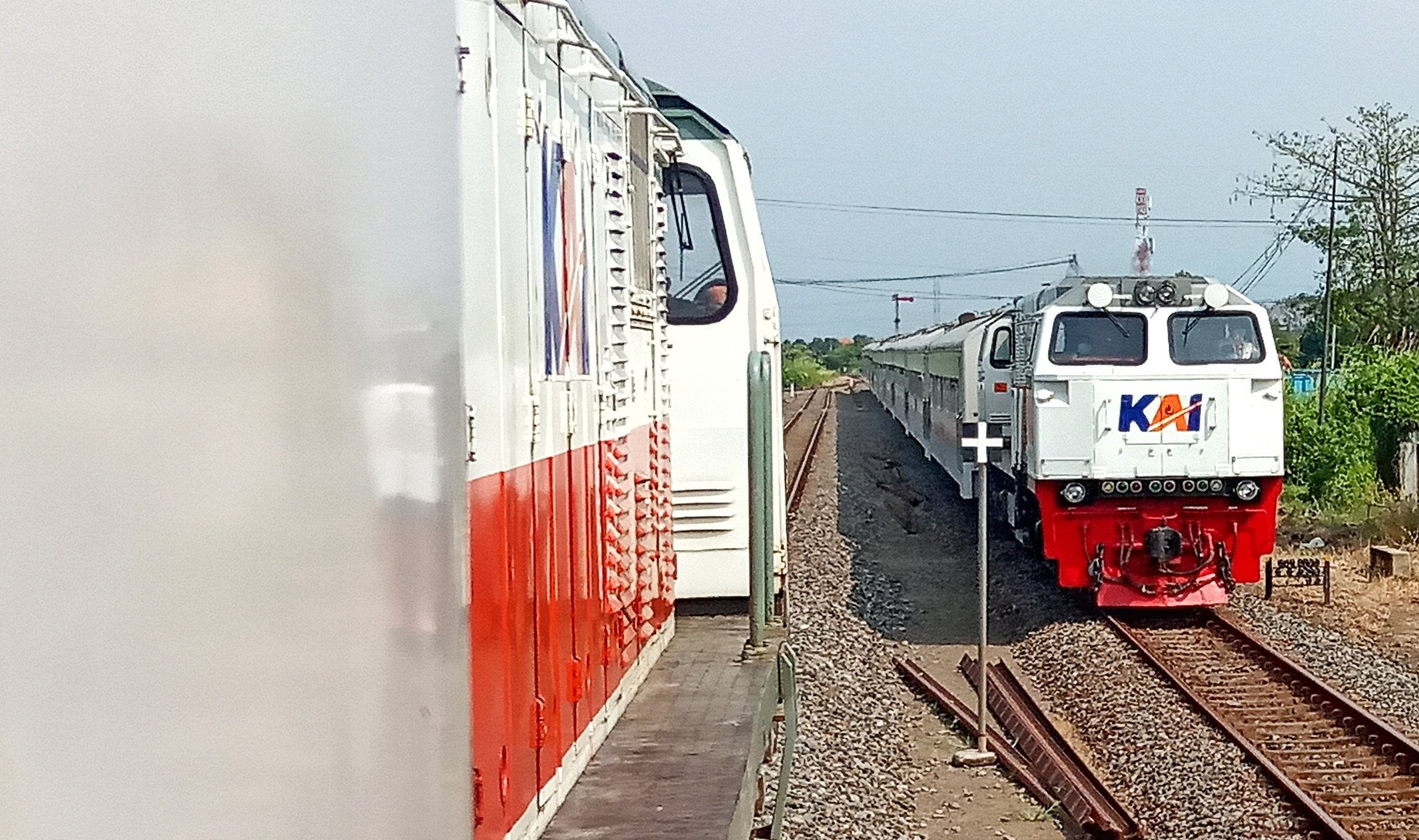
ジャヤバヤ号を牽引中のCC206 13 37 SDT号機
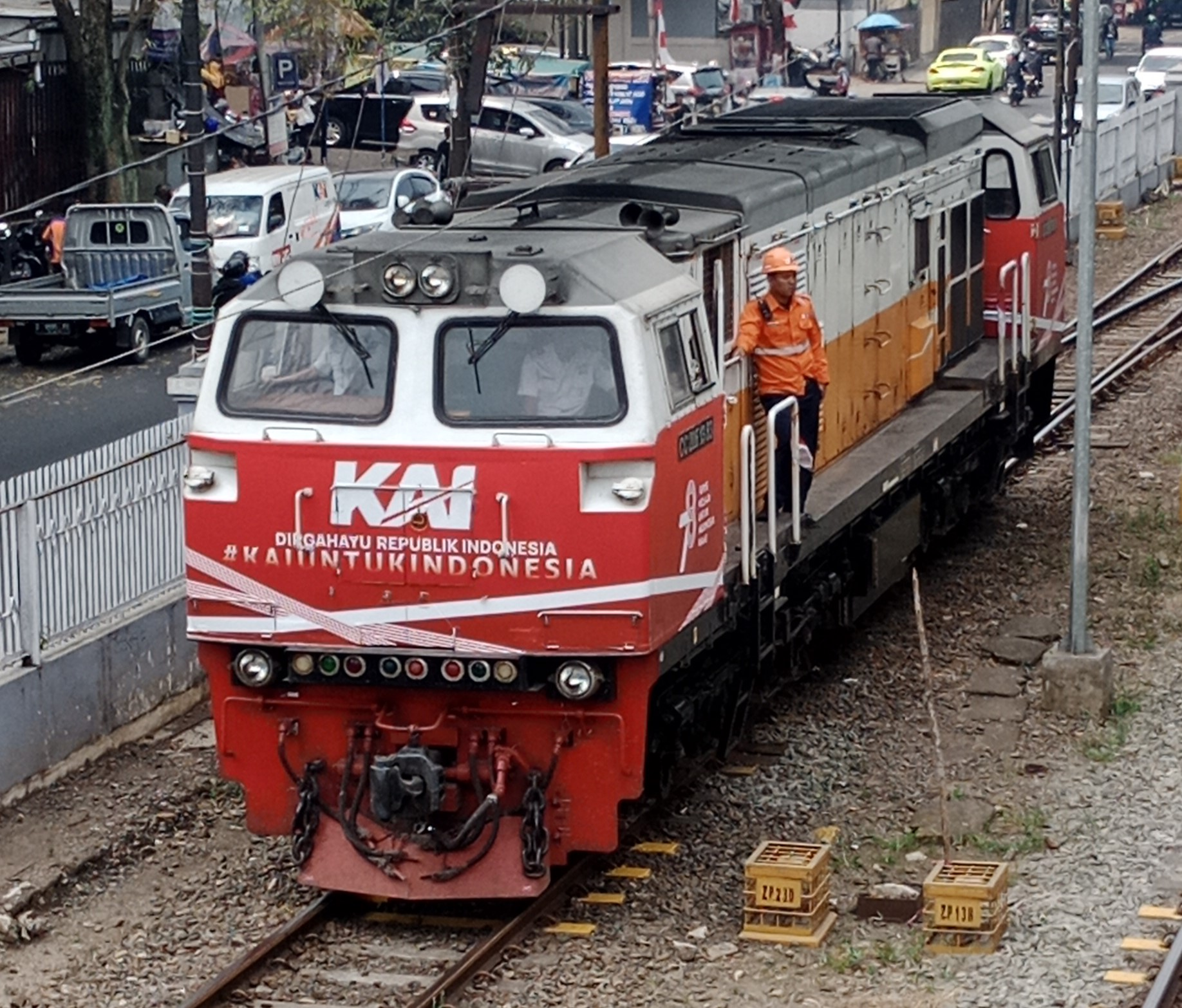
CC206 13 83号機 （バンドン機関区）
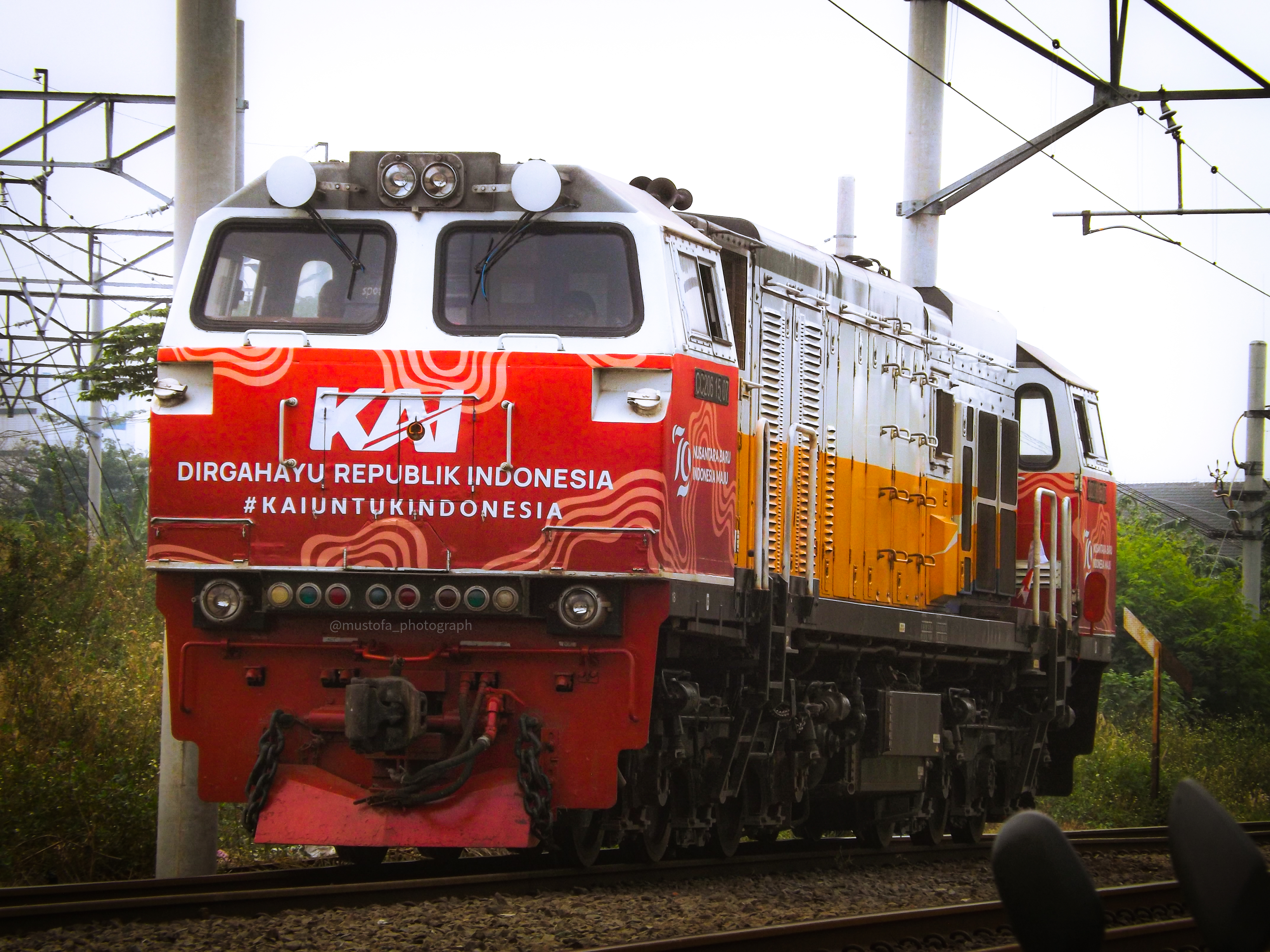
ジャティネガラ駅で待機中のCC206 15 07号機
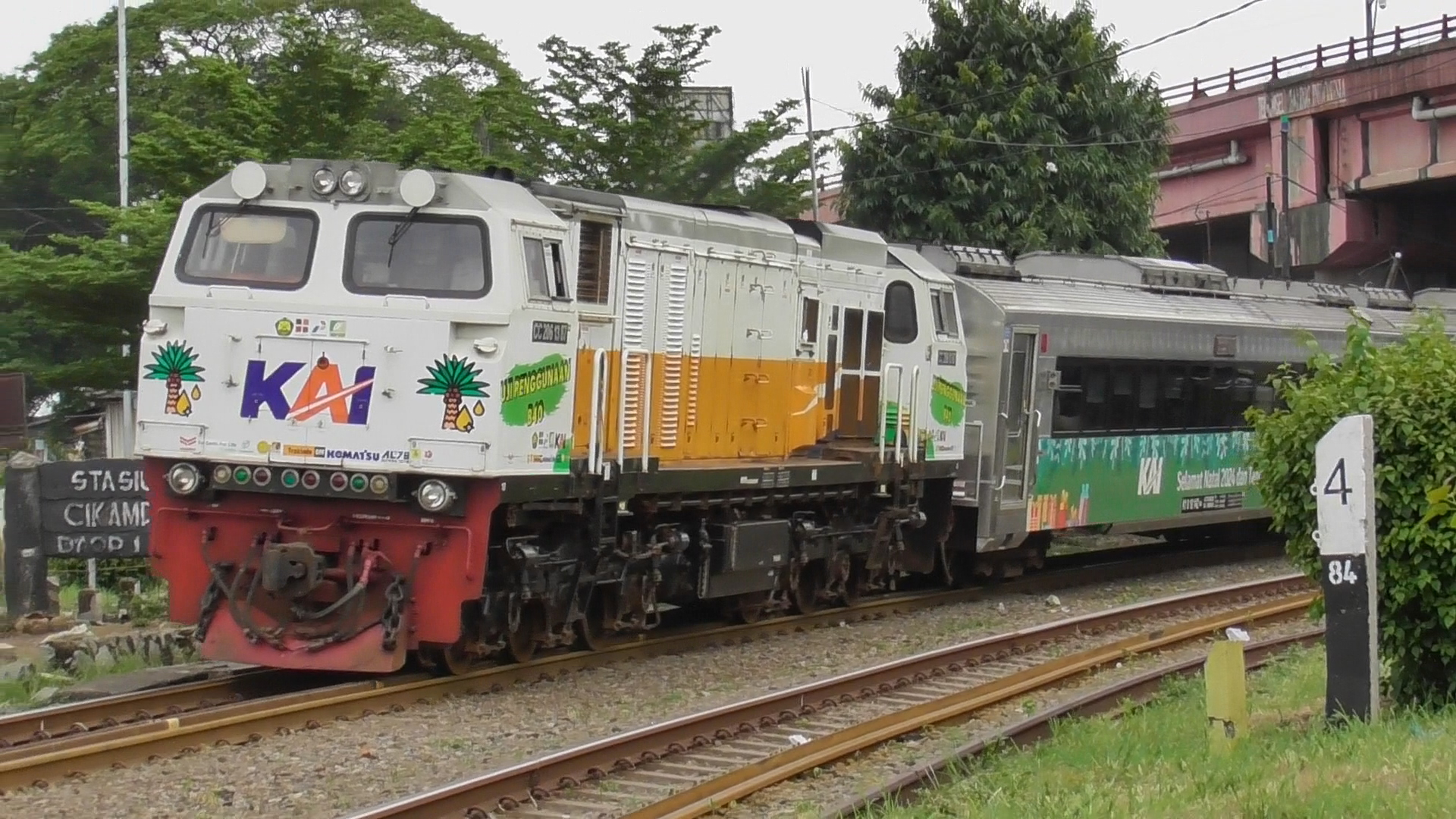
パラヒャンガン号を牽引している。B40燃料試験ステッカーを貼ったCC206 13 87号機